# هربرت مارشال (إحصائي)
هربرت مارشال هو إحصائي كندي، ولد في 1888، وتوفي في 1977.